# Dommary-Baroncourt
Dommary-Baroncourt è un comune francese di 856 abitanti situato nel dipartimento della Mosa nella regione del Grand Est.

## Società

### Evoluzione demografica
Abitanti censiti